# Obir-Tropfsteinhöhlen
Obir-Tropfsteinhöhlen – jaskinia krasowa w Austrii.
W Obir-Tropfsteinhöhlen  występuje system krasowych komór oraz korytarzy nie mających naturalnego połączenia z powierzchnią. W jaskini występuje niezwykle bogata, różnorodna i różnokolorowa szata naciekowa. 